# München Mord: Das Kamel und die Blume
Das Kamel und die Blume ist ein deutscher Fernsehfilm von Matthias Kiefersauer aus dem Jahr 2021. Es handelt sich um die 13. Folge der Kriminalfilmreihe München Mord mit Bernadette Heerwagen, Alexander Held und Marcus Mittermeier in den Hauptrollen. Die Erstausstrahlung im ZDF erfolgte am 20. November 2021. In der ZDF-Mediathek wurde der Film am 13. November 2021 veröffentlicht.

## Handlung
Das Münchner Ermittlerteam, bestehend aus Ludwig Schaller, Angelika Flierl und Harald Neuhauser, untersucht eine Explosion mit Todesfolge in einer Schrebergartensiedlung. Beim Opfer handelt es sich um Thorsten Haberl, Vorstandsmitglied der Kleingartenanlage Wiesenfeld e. V. Von der Nachbarin Jennifer Sandt erfährt Schaller, dass Haberl im Verein für die Vergabe der Parzellen zuständig war und sich dabei viel Unmut zugezogen hatte. Sandt musste sich beispielsweise neu bewerben, obwohl sie den Garten von ihrem Onkel vererbt bekommen hatte. Ein weiterer Nachbar ist der Witwer Woita, der seit einer Kehlkopfoperation nicht mehr spricht und sich hauptsächlich über Zettel verständigt.
Die Ermittler vermuten, dass die Explosion kein Unfall war, sondern durch eine manipulierte Gasleitung ausgelöst wurde. Die betroffene Hütte gehört dem Kunstgießer Oliver Papst, der sie seiner Tochter Celine und ihrem arabischstämmigen Freund Karim Baschir zur Nutzung überlassen hat. Celine taucht besorgt am Tatort auf. Sie ist von ihrem Ex-Freund Patrick Schubert schwanger, will aber von ihm nichts mehr wissen. Er möchte jedoch die Beziehung auch des Kindes wegen unbedingt aufrechterhalten. Patrick sieht in Karim einen Rivalen. 
Laut Dr. Heise starb Haberl an einem Herzinfarkt, laut Woita hatte Haberl seit Längerem ein Herzleiden. Unklar ist allerdings, was Haberl in der Hütte von Oliver Papst gesucht hatte. Auf einem Zettel in der Nähe der Hütte entdeckt Schaller den mit Schreibmaschine geschriebenen Text Fremder Gast schleicht rum. Schaller findet heraus, dass die Nachricht von Woita stammt, der sie unter einem Findling hinterlegte. Woita gibt an, dass er damit Celine warnen wollte. Außerdem hat er Angst, die Hütte zu verlieren, die seiner verstorbenen Frau Gisela gehörte und seine einzig verbliebene Verbindung zu ihr ist. Allerdings benötigt er eine Genehmigung, um die Hütte zu übernehmen. Damit hätte Woita ein Motiv für einen Mord an Haberl, weil er ihm seine Hütte hätte wegnehmen können. Von Woita erfährt Schaller außerdem, dass Oliver Papst in der rechten Szene verkehrte. In Woitas Hütte findet Schaller Fotos, auf denen Gisela beim Feiern gemeinsam mit ihrem Mann und Oliver Papst zu sehen ist.
Nachdem Karim verschwunden ist, wird Patrick von der Polizei vorläufig festgenommen, muss aber mangels Beweisen wieder freigelassen werden. Schaller und Neuhauser übernehmen dessen Observierung, verlieren jedoch bald die Spur. Oliver Papst, der mit Patrick nach dessen Freilassung in Kontakt stand, führt die Ermittler zu Patrick und dem von diesem entführten Karim. Im Krankenhaus zweifelt Karim daran, ob die Patchworkfamilie mit Celine und ihrem Kind funktionieren würde. Karim kann jedoch später von Neuhauser überzeugt werden, dass Celine seine Unterstützung braucht.
Nach seiner erneuten Festnahme gibt Patrick an, dass er am Tatabend mit Karim reden wollte, Karim sei vor ihm weggelaufen. Flierl und Neuhauser vermuten jedoch, dass Patrick Karim absichtlich in den Schrebergarten von Oliver Papst getrieben hatte, wo Patrick für ihn die tödliche Falle vorbereitet hatte. Der Anschlag galt demnach nicht Haberl, sondern Karim. Woita bestätigt schließlich, Patrick am Tag vor der Explosion in der Hütte von Oliver Papst gesehen zu haben.
Titelgebend für den Film ist eines der Sprichwörter von Karim: Ein Verliebter sieht eine Blume mit anderen Augen als ein Kamel.

## Produktion
Die Dreharbeiten fanden gemeinsam mit dem 14. Teil Dolce Vita vom 12. Oktober bis zum 8. Dezember 2020 in München und Umgebung statt. Produziert wurde der Film von der TV60Filmproduktion (Produzent Sven Burgemeister) im Auftrag des ZDF.
Die Kamera führte Thomas Etzold, für das Kostümbild zeichnete Theresia Wogh verantwortlich, für die Ausstattung Michael Köning und für das Maskenbild Martine Flener und Cornelia Ritz.
Drehbuchautorin Ina Jung hatte eine Gasverpuffung auf einem Hausboot in Holland selbst erlebt.

## Rezeption

### Kritik
Rainer Tittelbach vergab auf tittelbach.tv vier von sechs Sternen und meinte, dass diese Folge auf den ersten Blick nicht zu den stärksten Fällen der ZDF-Krimireihe gehöre. Allerdings lohne es sich genauer hinzuhören und auf die Zwischentöne zu achten, vor allem wegen des im Detail sehr intelligenten Drehbuchs von Friedrich Ani und Ina Jung.

### Einschaltquoten
Die Erstausstrahlung von München Mord: Das Kamel und die Blume erreichte am 20. November 2021 im ZDF 6,15 Millionen Zuschauer, was einem Marktanteil von 20,6 % entsprach (Zielgruppe der 14- bis 49-jährigen Zuschauer: 0,51 Mio.; 7,0 % MA).